# Casa Maestre
La Casa Maestre es un inmueble residencial de estilo modernista de Cartagena (Región de Murcia, España). Fue construido en la década de 1900 bajo proyecto de los arquitectos Marceliano Coquillat y Víctor Beltrí, y se encuentra en la plaza de San Francisco. Desde 2021 está catalogado como Bien de Interés Cultural (BIC).

## Historia
El proyecto del edificio data de 1906, y consistió en un encargo del empresario y político José Maestre Pérez, propietario de diversas explotaciones en la Sierra minera de Cartagena-La Unión, al arquitecto Marceliano Coquillat. La dirección de las obras recayó en Víctor Beltrí, cuya firma figura asimismo en el proyecto y cuya relación profesional con Maestre se había iniciado en 1905, con motivo de la construcción de un almacén-cochera en el ensanche de Cartagena.
La familia Maestre mantuvo la propiedad efectiva de la vivienda desde su conclusión hasta la guerra civil de 1936-1939, cuando fue incautada por las autoridades del bando republicano y convertida en la sede del Partido Comunista. Aunque la casa fue restituida a sus anteriores poseedores tras la victoria franquista, en marzo de 1940 las dificultades económicas de la posguerra forzaron a la familia a enajenarla al Banco Hispano Americano por 500 000 pesetas.
A instancias del Ayuntamiento de Cartagena, en noviembre de 2019 la Dirección General de Bienes Culturales de la Región de Murcia inició el procedimiento de declaración como BIC de la Casa Maestre, que terminó por resolverse de forma afirmativa en octubre de 2024.

## Arquitectura
Se trata de un edificio de un estilo muy similar a otros del modernismo catalán, como pueden ser la casa Calvet de Antonio Gaudí o la casa Juncosa de Salvador Vinyals, ambos situados en Barcelona.
La fachada es de piedra y está marcada por su eje central, así como por el ritmo ternario de sus elementos. Destaca el mirador curvilíneo en la parte central, también de piedra, y la puerta principal de estilo neorrococó.
Fue adquirido por una institución bancaria que vació su interior, excepto una sala del primer piso, las vidrieras lucernarias y la escalera original, se conserva la fachada.

## Galería de fotos

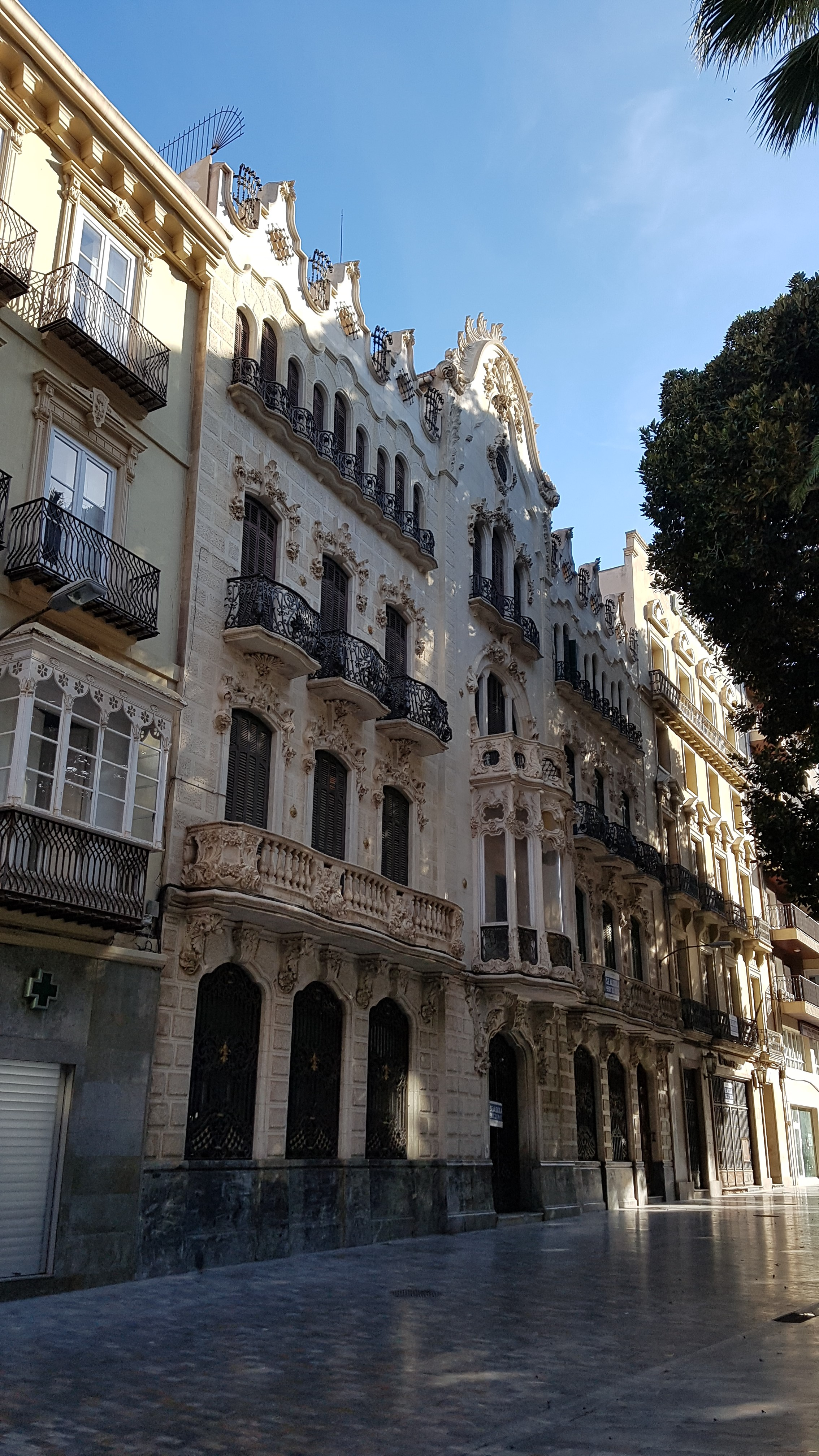
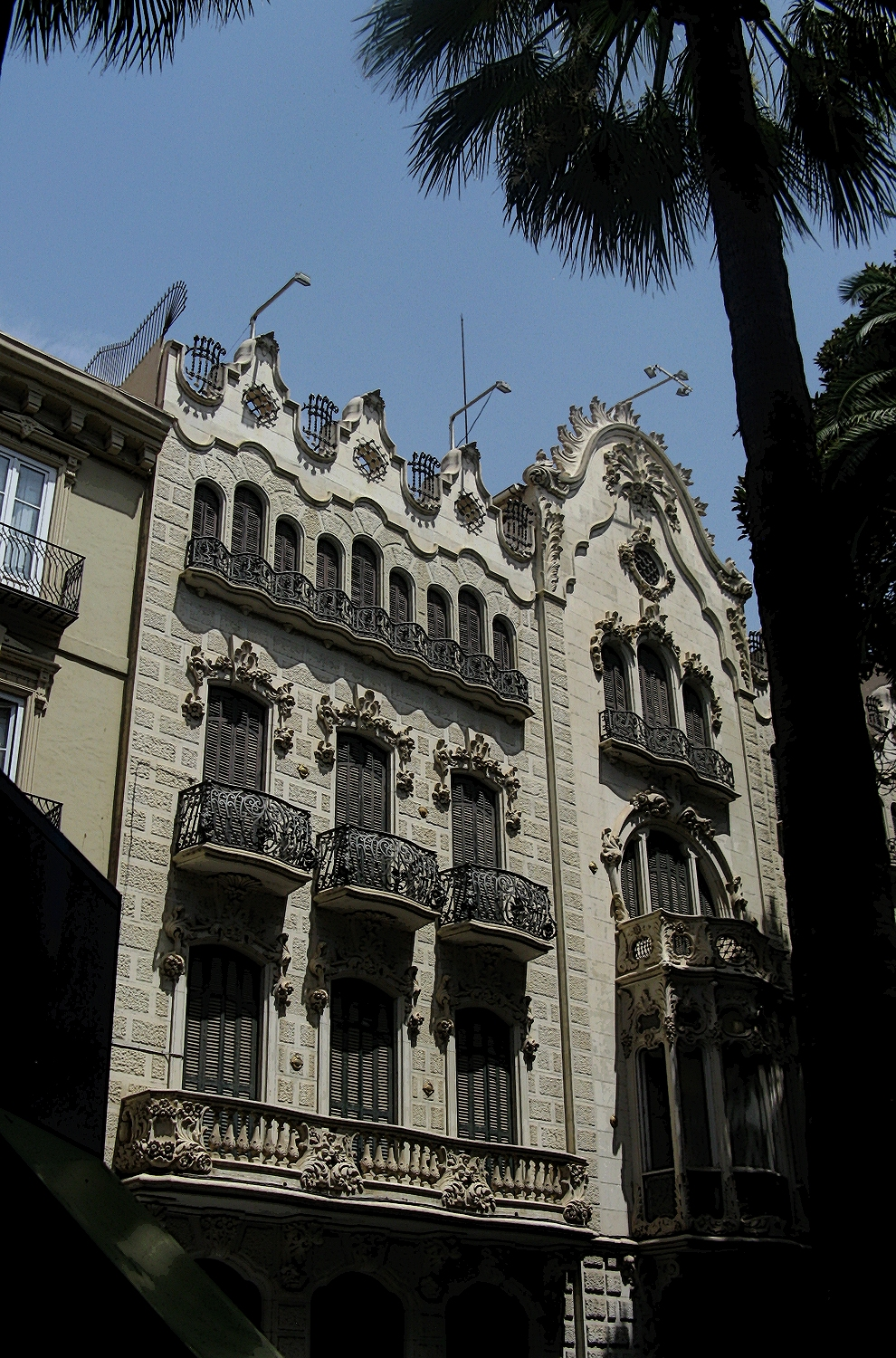